# Sars-cov-2 gamma

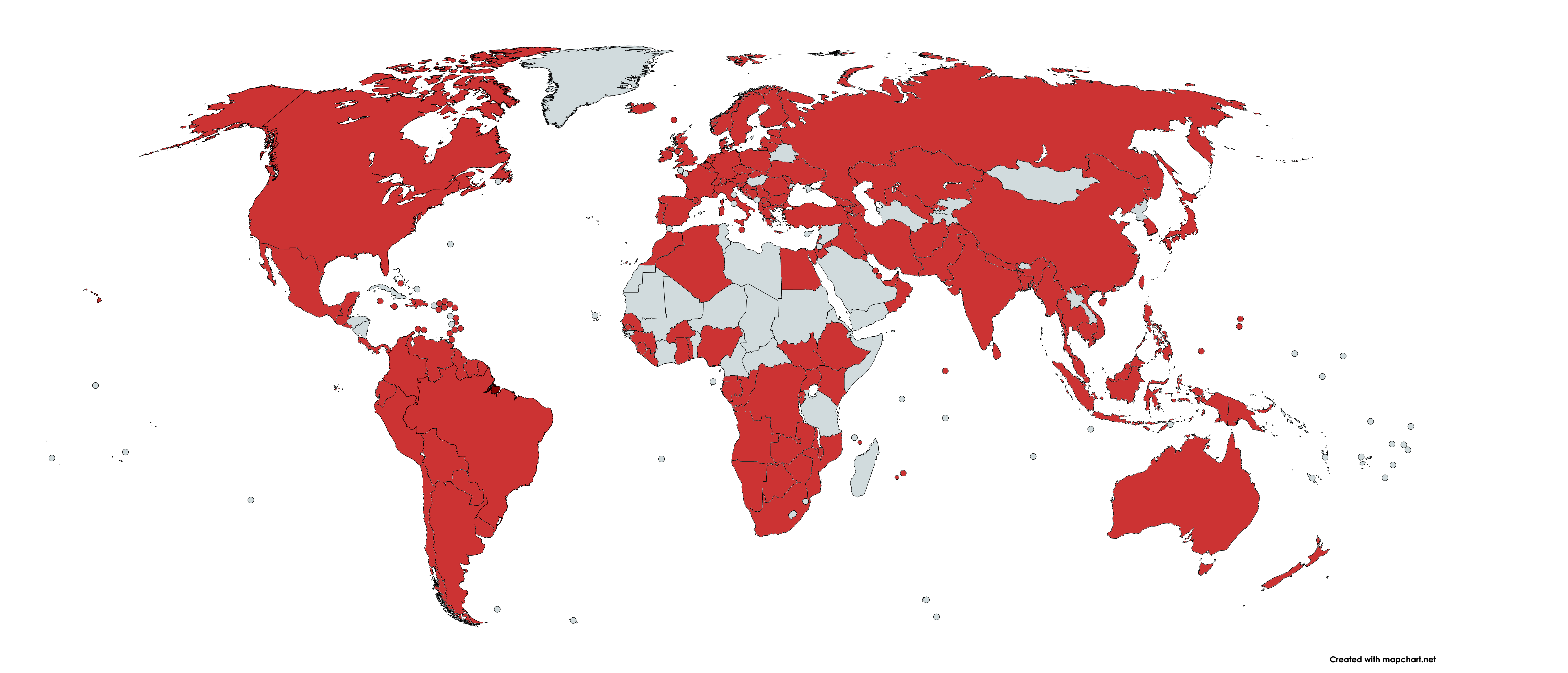
Länder med bekräftade fall av Variant P.1 sedan den 8 februari 2021.
Lokala smittofal
Importerade smittofall
Okänd smitta

Sars-cov-2 gamma eller Variant P.1/P.1.1.28, alternativt den brasilianska covid-19-varianten, är en variant av sars-cov-2-viruset, som orsakar covid-19. Varianten upptäcktes först i Japan den 6 januari 2021 hos fyra personer som anlände till Tokyo som besökt Amazonas i Brasilien fyra dagar tidigare. Den 12 januari 2021 bekräftade Brasiliens folkhälsomyndighet 13 lokala fall av varianten i Manaus. Denna nya varianten hittades inte i några sekvenserade prover från mars till november i Manaus men upptäcktes i 42 % av de sekvenserade proverna från december 2020.

## Mutation
Gammavarianten av sars-cov-2 har 10 mutationer i sitt spikeprotein, jämfört med det ursprungliga viruset, inklusive N501Y och E484K.

## Sverige
Den 20 februari bekräftades de första fallen i Sverige hos fyra personer som inte har några resekopplingar.

## Statistik
| Länder                    | Bekräftade fall | Misstänkta fall | Första fall                       | Referenser                        |
| ------------------------- | --------------- | --------------- | --------------------------------- | --------------------------------- |
| Japan                     | 5               | 0               | 6 januari 2021                    | [ 6 ]                             |
| Brasilien                 | 109             | 0               | 14 januari 2021                   | [ 3 ]                             |
| Sydkorea                  | 1               | 0               | 18 januari 2021                   | [ 7 ]                             |
| Färöarna                  | 1               | 0               | 18 januari 2021                   | [ 8 ]                             |
| Tyskland                  | 1               | 0               | 25 januari 2021                   | [ 9 ]                             |
| Storbritannien            | 9               | 0               | 23 januari 2021                   | [ 10 ] [ 11 ]                     |
| Irland                    | 3               | 0               | 19 februari 2021                  | [ 12 ]                            |
| Italien                   | 8               | 0               | 25 januari 2021                   | [ 13 ]                            |
| USA                       | 4               | 0               | 25 januari 2021                   | [ 14 ] [ 15 ]                     |
| Peru                      | 3               | 0               | 20 januari 2021                   | [ 16 ]                            |
| Nederländerna             | 3               | 0               | 29 januari 2021                   | [ 17 ]                            |
| Colombia                  | 8               | 0               | 30 januari 2021                   | [ 18 ]                            |
| Kroatien                  | 1               | 0               | 18 februari 2021                  | [ 19 ]                            |
| Turkiet                   | 1               | 0               | 3 februari 2021                   | [ 20 ]                            |
| Frankrike                 | 5               | 0               | 4 februari 2021                   | [ 21 ]                            |
| Kanada                    | 1               | 0               | 7 februari 2021                   | [ 22 ]                            |
| Argentina                 | 2               | 0               | 8 februari 2021                   | [ 23 ]                            |
| Portugal                  | 2               | 0               | 11 februari 2021                  | [ 24 ]                            |
| Belgien                   | 6               | 0               | 16 februari 2021                  | [ 25 ]                            |
| Franska Guyana            | 2               | 0               | 16 februari 2021                  | [ 25 ]                            |
| Spanien                   | 1               | 0               | 16 februari 2021                  | [ 25 ]                            |
| Schweiz                   | 10              | 0               | 16 februari 2021                  | [ 25 ]                            |
| Mexiko                    | 1               | 0               | 28 januari 2021                   | [ 25 ]                            |
| Sverige                   | 4               | 0               | 20 februari 2021                  | [ 5 ]                             |
| Världen Totalt: 23 länder | Totalt: 182     | Totalt: 0       | Totalt sedan den 20 februari 2021 | Totalt sedan den 20 februari 2021 |